# Oradea

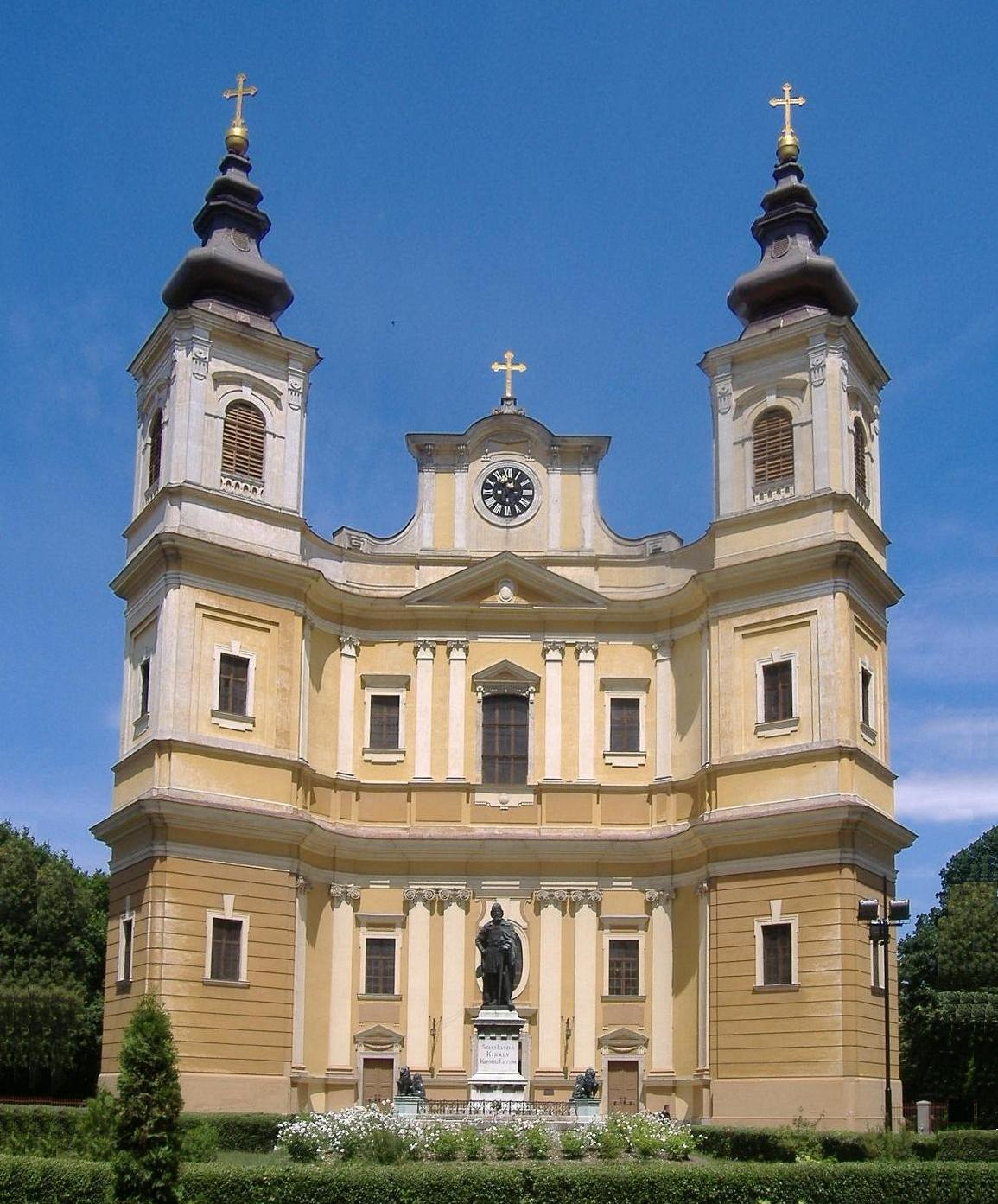
Katedrála Nanebevzetí Panny Marie

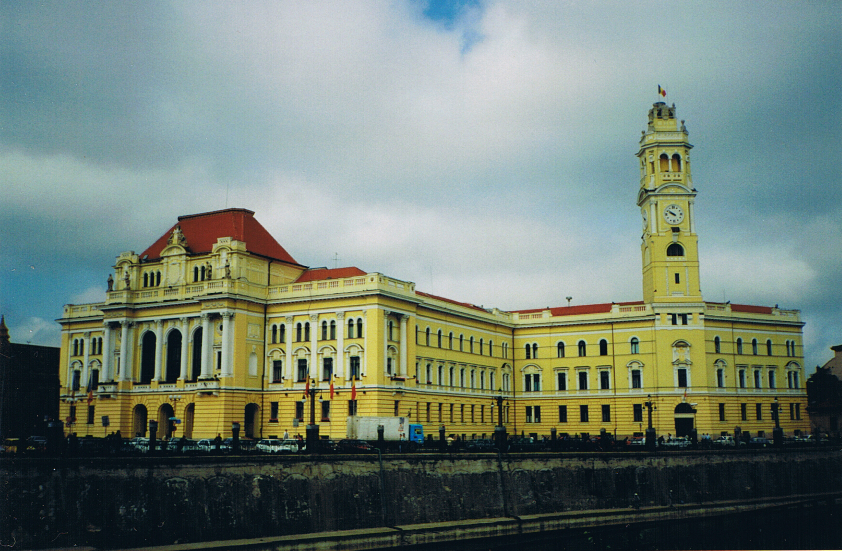
Radnice Velkého Varadína

Oradea [oˈrade̯a]IPA (česky Velký Varadín nebo také Velké Varadino a Velký Varaždín, maďarsky Nagyvárad, německy Großwardein) je město v Rumunsku, v župě Bihor (BH) v Transylvánii, ležící na řece Sebes-Körös. Ve městě žije 222 736 obyvatel (2016).

## Geografie
Město se nachází poblíž maďarských hranic na řece Crișul Repede.

## Historie
Historie Varadina začíná založením osady Římany. Ladislav I. Uherský učinil město v roce 1080 římskokatolickým biskupským stolcem. Město je poprvé zmíněno v roce 1113 v listině benediktinského opatství Zobor, ve které je jmenován biskup Syxtus Varadiensis (Sixtus z Varadu).
Od 11. do 15. století bylo město pohřebištěm několika členů maďarské královské rodiny. Je zde pohřben i císař Zikmund Lucemburský, který byl od roku 1387 až do své smrti v roce 1437 také uherským králem. Po rozpadu Uherska v důsledku porážky v bitvě u Moháče (1526) vedl Ferdinand I. Habsburský se sedmihradským knížetem Janem Zápolským válku o ta uherská území, která nepadla do rukou Turků. Dne 24. února 1538 byl mezi oběma uzavřen mír z Velkého Varadína. Město se tím stalo součástí habsburské říše. Na podzim roku 1598 město úspěšně bránila proti 100 000 Turků malá posádka pod vedením generála Melchiora von Rederna. V roce 1660 bylo město ponechána Turkům v Eisenburgském míru. Teprve v roce 1692 Velký Varadín připadl zpět Rakousku
Po první světové válce bylo město na základě Trianonské smlouvy postoupeno Rumunsku. V důsledku druhé vídeňské arbitráže se v roce 1940 stalo součástí Maďarska. Město bylo dobyto rumunskými a sovětskými vojsky dne 12. října 1944 a od té doby je součástí rumunského území.

### Přestavby města
První záznam o zdejší pevnosti, jejíž trosky přetrvaly dodnes, je z roku 1241 v souvislosti se začátkem rychlých oprav a posílení opevnění na obranu proti mongolsko-tatarskému útoku proti městu. Zastavěné území města se však nerozšiřovalo až do začátku 16. století. V prvním desetiletí 18. století naplánoval vídeňský inženýr Franz Anton Hillebrandt přestavbu města do barokního stylu a od té doby počínaje rokem 1752 bylo dle jeho projektu postaveno mnoho pamětihodností jako římskokatolická katedrála Nanebevzetí Panny Marie, Biskupský palác a Muzeul Țării Crișurilor (Muzeum země Criș).

## Ekonomika
Velký Varadín už dlouhou dobu patří mezi nejbohatší města Rumunska, především díky svému umístění na maďarských hranicích, které z něj dělá bránu do západní Evropy. Po roce 1989 prošel rozsáhlou ekonomickou obnovou, nikoliv v oblasti průmyslu, ale spíše v sektoru služeb, jehož zákaznická základna je nejširší.
Úroveň nezaměstnanosti ve Velkém Varadíně je 6,0 %, což je méně než je rumunský průměr, ale výrazně více než průměr v župě Bihor, který činí přibližně 2 %. Velký Varadín v současné době vytváří asi 63 % průmyslové produkce župy Bihor, i když tvoří jen 34,5 % obyvatel okresu. Mezi hlavní odvětví patří nábytkářský, textilní a oděvní, obuvní a potravinářský průmysl.
V roce 2003 bylo ve Velkém Varadíně otevřeno komerční centrum Lotus Market, první velké obchodní centrum ve městě.
V roce 2023 se začne ve Velkém Varadíně s výstavbou továrny na výrobu pneumatik Nokian, která by měla být dokončena ve druhé polovině roku 2024.

## Obyvatelstvo

### Národnostní složení

#### Dříve
- 1910: 69 000 (Rumuni: 5,6 %, Maďaři: 91,10 %)
- 1920: 72 000 (R: 5 %, M: 92 %)
- 1930: 90 000 (R: 25 %, M: 67 %)
- 1966: 122 634 (R: 46 %, M: 52 %)
- 1977: 170 531 (R: 53 %, M: 45 %)
- 1992: 222 741 (R: 64 %, M: 34 %)

#### Nyní
Sčítání lidu z roku 2002 poskytuje následující přehled národnostního složení populace Velkého Varadína:
- Rumuni: 145 295 (70,4 %)
- Maďaři: 56 830 (27,5 %)
- Romové: 2 466 (1,2 %)
- Němci: 566 (0,3 %)
- Slováci: 477 (0,2 %)
- Židé: 172
- Ukrajinci: 76
- Bulhaři: 25
- Rusové: 25
- Srbové: 17
- Češi: 9
- Turci: 9

### Náboženství
- pravoslavní 59 %
- protestanti 16,3 %
  - letniční 4,6 %
  - baptisté 3,6 %
- římští katolíci 11,2 %
- řečtí katolíci 3,3 %
- židé 0,1 %

## Čtvrti
Město je rozděleno na následující čtvrti (rumunsky cartiere):

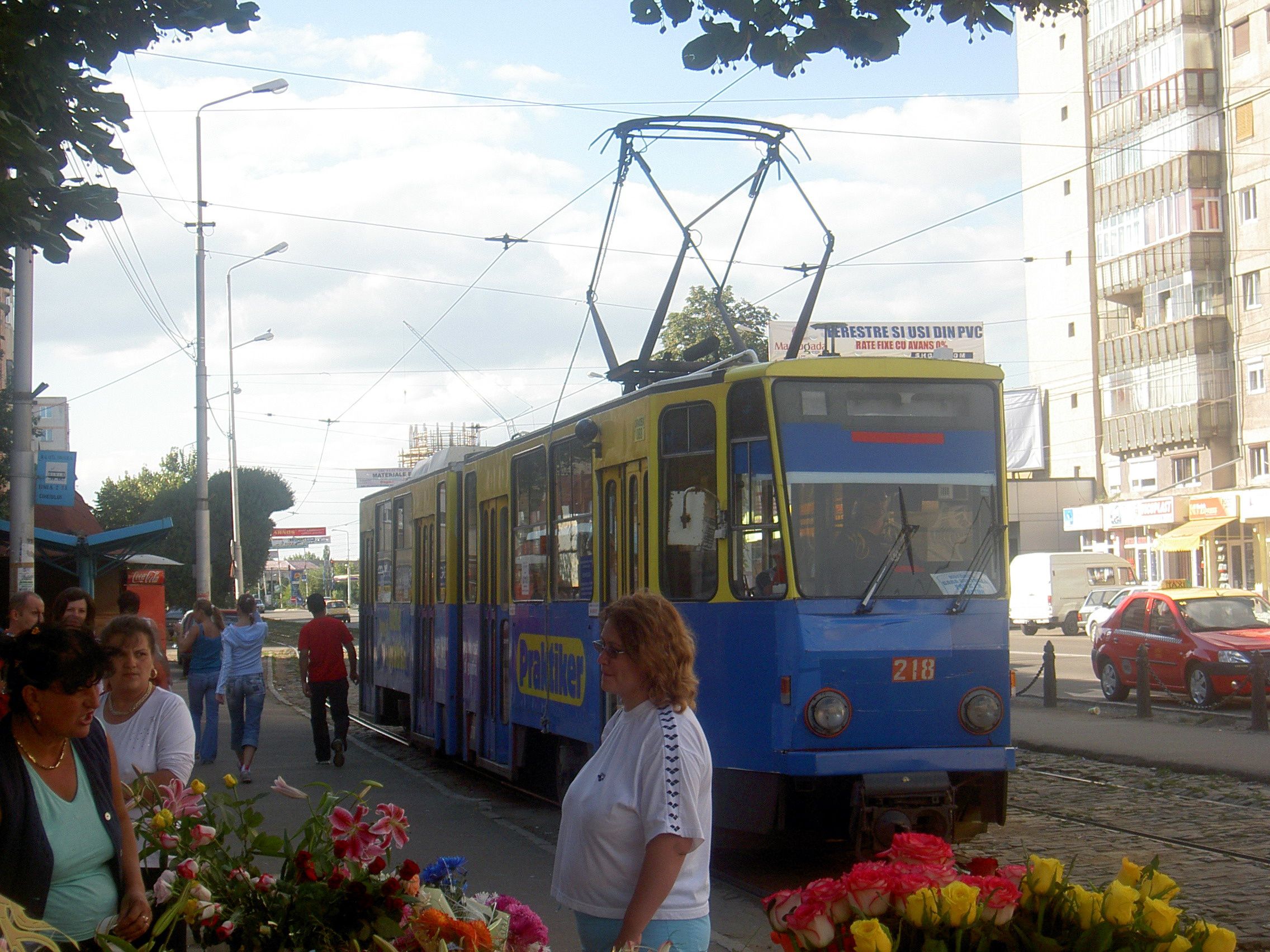
Česká tramvaj ve městě Velký Varadín

- Centru Oradea (městské centrum)
- Vie
- Nufărul
- Rogerius
- Velența
- Cantemir
- Ioșia

## Doprava
Síť hromadné dopravy je provozována společností OTL. Tvoří ji 3 tramvajové linky (1R, 1N, 2, 3R, 3N) a několik autobusových linek. Město má tři vlaková nádraží: centrální (central), západní (Vest) a východní (Est). Nádraží Vest je umístěno ve čtvrti Ioșia a centrální (zvané též jednoduše Oradea) se nachází v centru města, poblíž čtvrti Vie.

## Architektura
Architektura Velkého Varadína je směsí budov z období socialismu, především v okrajových čtvrtích, a krásných historických budov, převážně v novobarokním nebo eklektickém stylu, které pocházejí z období, kdy bylo město součástí Rakousko-Uherska.
V době socialismu a v prvních letech rumunské postkomunistické transformace mnoho z těchto historických budov zpustlo nebo zůstalo v zanedbaném stavu. Po roce 2002, kdy se rumunská ekonomika dostala do fáze konjunktury, byly některé z historických budov centra restaurovány do původního stavu. Město nyní působí jako dobře udržované sídlo se stopami historie.

## Turistické zajímavosti

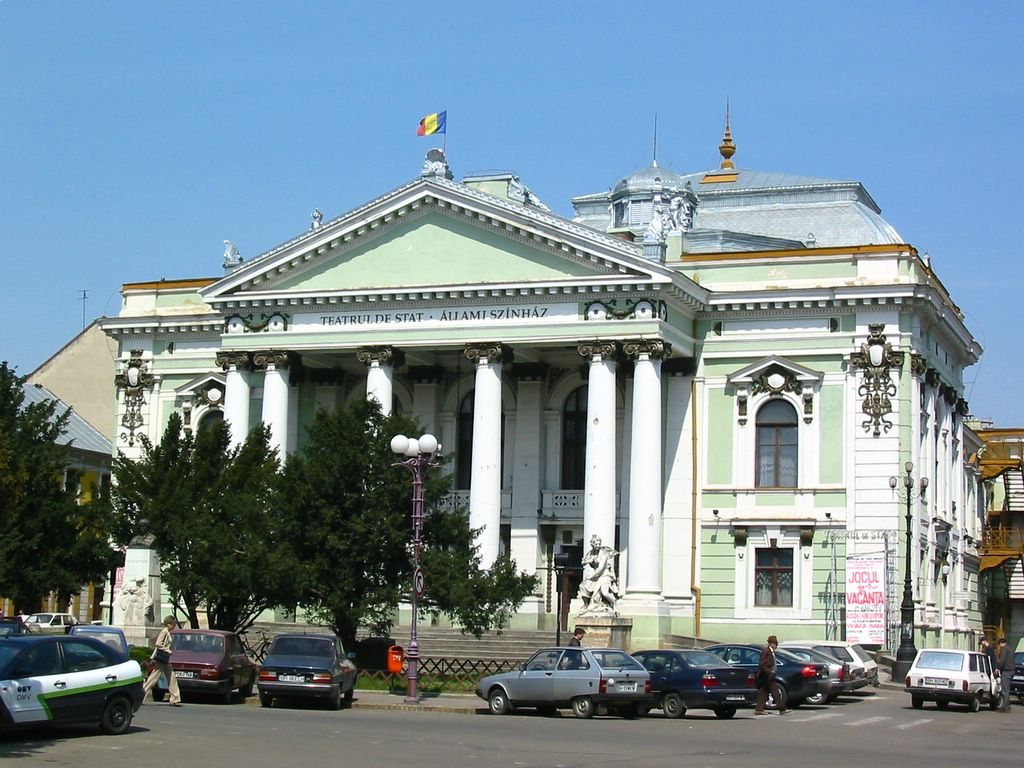
Státní divadlo

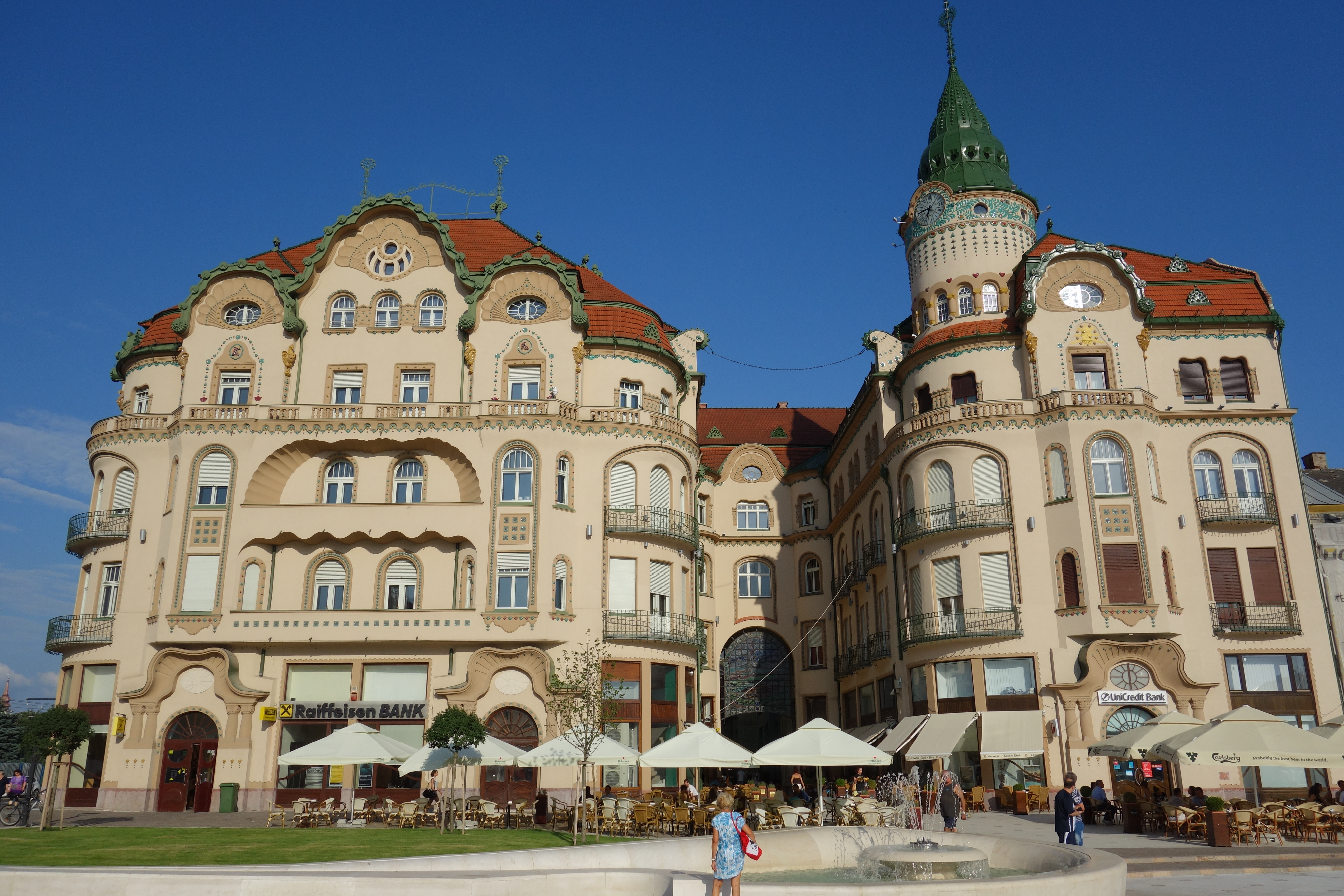
Hotel „Černý orel“ s pasáží

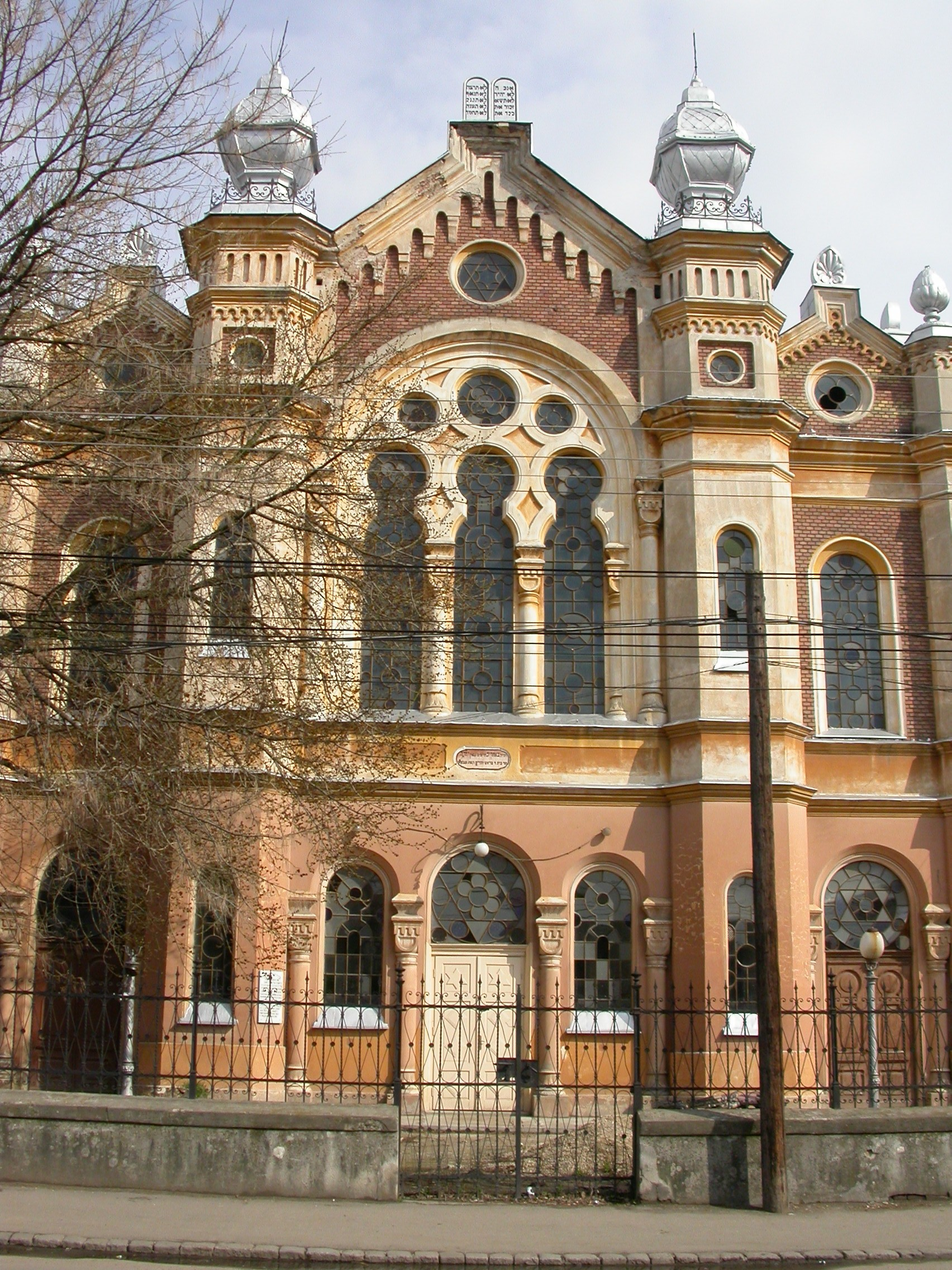
Synagoga

Centrum města je navštěvováno mimo jiné proto, že z Velkého Varadína vede vlaková trať do léčebných lázní Băile Felix, které se nacházejí za okrajem města.
Často navštěvovanými místy jsou:
- Catedrala barocă – římskokatolická katedrála Nanebevzetí Panny Marie, trojlodní bazilika z let 1752–1780, největší barokní katedrála v Rumunsku
- Cetatea Oradea – pevnost Velký Varadín s hradbou ve tvaru pětiúhelníku
- Biserica cu Lună – kostel s orlojem, hodinový mechanismus ukazuje fáze měsíce.
- Radnice – komplex staveb s věží z konce 19. století
- Muzeul Țării Crișurilor – barokní biskupský palác s 365 okny, postaven v letech 1762–1777, nyní muzeum
- Muzeul „Ady Endre“ – muzeum Andy Endreho, zřízené v domě maďarského básníka
- Teatrul de Stat – Státní divadlo, eklektická stavba ateliéru rakouských architektů Fellner a Helmer z konce 19. století, z jejich 43leté spolupráce vyšlo kolem 200 staveb, především na území Rakouska-Uherska.
- Hotel Vulturul Negrul (Černý orel) – v eklektickém v novobarokním stylu, se stejnojmennou pasáží
- tři synagogy, z nich jediná ortoxní je dosud v provozu
- Kostel sv. Ducha – pozdně barokní stavba
- Kostel premonstrátů – barokní stavba
- Kostel sv. Ladislava
- Baptistický kostel, válcová stavba z konce 20. století, pravděpodobně největší této konfese ve východní Evropě
- téměř sto chrámů různých náboženství, včetně chrámu Svědků Jehovových a mešity

## Významné osobnosti

### Rodáci
- Zikmund Báthory (1572–1613) – vévoda sedmihradský
- Ödön Beothy (1796–1854) – uherský šlechtic a politik
- Lajos Bíró (1880–1948) – maďarský spisovatel, dramatik a scenárista
- Alexander Mocsáry (1841–1915 – maďarský entomolog
- Péter Pázmány ( 1570–1637) –  ostřihomský arcibiskup a primas uherský, kardinál
- Júlia Váradyová (* 1941) – maďarská pěvkyně – sopranistka

### Ostatní
- Jiří Martinuzzi (1482–1551), biskup nagyváradský
- Karl Ditters von Dittersdorf (1739–1799) – rakouský barokní hudební skladatel a hudebník, působil zde
- Michael Haydn (1737–1806) – rakouský hudební skladatel, působil zde
- Zikmund Lucemburský (1368–1437) – císař, je zde pohřben

## Partnerská města
- Ceyrat, Francie
- Coslada, Španělsko
- Debrecín, Maďarsko
- Giv'atajim, Izrael
- Ivano-Frankivsk, Ukrajina
- Košice, Slovensko
- Linköping, Švédsko
- Mantova, Itálie